# Canoë-kayak aux Jeux olympiques d'été de 1980
Navigation
Montréal 1976 Los Angeles 1984
Résultats des épreuves de Canoë-kayak aux Jeux olympiques d'été de 1980 à Moscou.

## Tableau des médailles pour le canoë-kayak
| Rang | Nation             | Or | Argent | Bronze | Total |
| ---- | ------------------ | -- | ------ | ------ | ----- |
| 1    | Union soviétique   | 4  | 2      | 2      | 8     |
| 2    | Allemagne de l'Est | 4  | 1      | 3      | 8     |
| 3    | Bulgarie           | 1  | 2      | 2      | 5     |
| 3    | Roumanie           | 1  | 2      | 2      | 5     |
| 5    | Hongrie            | 1  | 1      | 1      | 3     |
| 6    | Espagne            | 0  | 1      | 1      | 2     |
| 7    | Australie          | 0  | 1      | 0      | 1     |
| 7    | France             | 0  | 1      | 0      | 1     |

## Course en ligne

### 500 mètrescanoë monoplace hommes

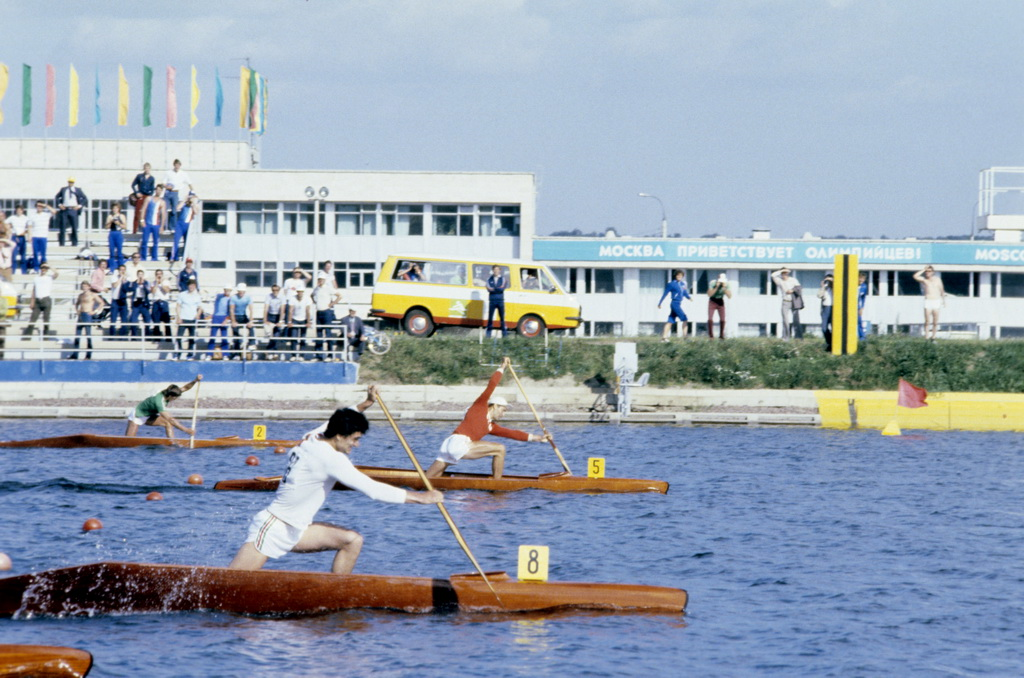
Finale du 500 mètres canoë monoplace hommes

| Médaille           | Nom               | Pays               |
| ------------------ | ----------------- | ------------------ |
| Médaille d'or      | Sergei Postrekhin | Union soviétique   |
| Médaille d'argent  | Lyubomir Lyubenov | Bulgarie           |
| Médaille de bronze | Olaf Heukrodt     | Allemagne de l'Est |

### 1 000 mètrescanoë monoplace hommes
| Médaille           | Nom               | Pays               |
| ------------------ | ----------------- | ------------------ |
| Médaille d'or      | Lyubomir Lyubenov | Bulgarie           |
| Médaille d'argent  | Sergei Postrekhin | Union soviétique   |
| Médaille de bronze | Eckhard Leue      | Allemagne de l'Est |

### 500 mètrescanoë biplace hommes
| Médaille           | Noms                           | Pays     |
| ------------------ | ------------------------------ | -------- |
| Médaille d'or      | Laszlo Foltan Istvan Vaskuti   | Hongrie  |
| Médaille d'argent  | Ivan Patzaichin Petre Capusta  | Roumanie |
| Médaille de bronze | Borislav Ananiev Nikolai Ilkov | Bulgarie |

### 1 000 mètrescanoë biplace hommes
| Médaille           | Noms                          | Pays               |
| ------------------ | ----------------------------- | ------------------ |
| Médaille d'or      | Ivan Patzaichin Toma Simionov | Roumanie           |
| Médaille d'argent  | Olaf Heukrodt Uwe Madeja      | Allemagne de l'Est |
| Médaille de bronze | Vasily Yurchenko Yuri Lobanov | Union soviétique   |

### 500 mètreskayak monoplace femmes
| Médaille           | Nom                | Pays               |
| ------------------ | ------------------ | ------------------ |
| Médaille d'or      | Birgit Fischer     | Allemagne de l'Est |
| Médaille d'argent  | Vanja Gesheva      | Bulgarie           |
| Médaille de bronze | Antonina Melnikova | Union soviétique   |

### 500 mètreskayak monoplace hommes

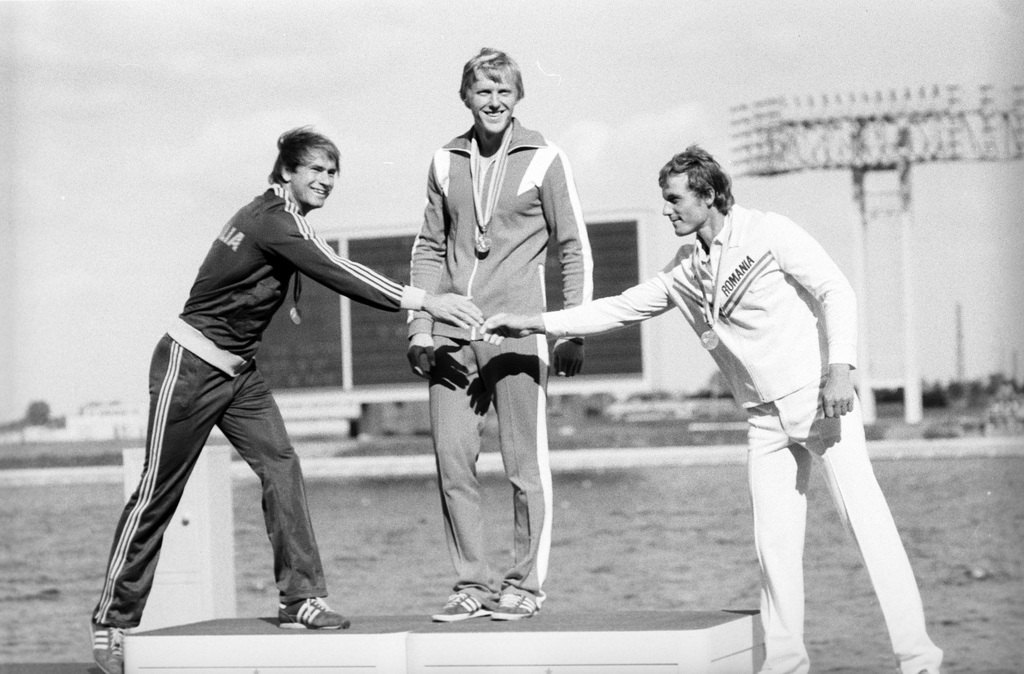
Podium du 500 mètres kayak monoplace hommes

| Médaille           | Nom                  | Pays             |
| ------------------ | -------------------- | ---------------- |
| Médaille d'or      | Vladimir Parfenovich | Union soviétique |
| Médaille d'argent  | John Sumegi          | Australie        |
| Médaille de bronze | Vasile Diba          | Roumanie         |

### 1 000 mètreskayak monoplace hommes
| Médaille           | Nom            | Pays               |
| ------------------ | -------------- | ------------------ |
| Médaille d'or      | Rudiger Helm   | Allemagne de l'Est |
| Médaille d'argent  | Alain Lebas    | France             |
| Médaille de bronze | Ion Bîrlădeanu | Roumanie           |

### 500 mètreskayak biplace femmes
| Médaille           | Noms                            | Pays               |
| ------------------ | ------------------------------- | ------------------ |
| Médaille d'or      | Carsta Genauss Martina Bischof  | Allemagne de l'Est |
| Médaille d'argent  | Galina Alexeyeva Nina Trofimova | Union soviétique   |
| Médaille de bronze | Eva Rakusz Maria Zakarias       | Hongrie            |

### 500 mètreskayak biplace hommes
| Médaille           | Nom                                   | Pays               |
| ------------------ | ------------------------------------- | ------------------ |
| Médaille d'or      | Vladimir Parfenovich Sergei Chukhrai  | Union soviétique   |
| Médaille d'argent  | Herminio Menendez Guillermo Del Riego | Espagne            |
| Médaille de bronze | Rudiger Helm Bernd Olbricht           | Allemagne de l'Est |

### 1 000 mètreskayak biplace hommes
| Médaille           | Noms                                 | Pays             |
| ------------------ | ------------------------------------ | ---------------- |
| Médaille d'or      | Vladimir Parfenovich Sergei Chukhrai | Union soviétique |
| Médaille d'argent  | István Szabó István Joós             | Hongrie          |
| Médaille de bronze | Luis Ramos-Misione Herminio Menendez | Espagne          |

### 1 000 mètreskayak quatre places hommes
| Médaille           | Nom                                                            | Pays               |
| ------------------ | -------------------------------------------------------------- | ------------------ |
| Médaille d'or      | Rudiger Helm, Bernd Olbricht, Harald Marg Bernd Duvigneau      | Allemagne de l'Est |
| Médaille d'argent  | Mihai Zafiu, Vasile Diba, Ion Geanta Nicusor Esanu             | Roumanie           |
| Médaille de bronze | Borislav Borissov, Bojidar Milenkov, Lazar Khristov Ivan Manev | Bulgarie           |